# Метлякова
Метлякова — упразднённая деревня в Юргинском районе Тюменской области России. Входила в состав Северо-Плетневского сельского поселения. Упразднена в 2016 году, в связи с прекращением существования.

## География
Деревня находилась в центральной части Тюменской области, в пределах юго-западной части Западно-Сибирской низменности, в подзоне южной тайги на левом берегу реки Малый Агарак, на расстоянии примерно 8 километров (по прямой) к северо-западу от села Северо-Плетнево.

### Климат
Климат континентальный с холодной многоснежной зимой и тёплым относительно коротким летом. Продолжительность безморозного периода составляет в среднем 110 дней. Абсолютная годовая амплитуда температуры воздуха достигает 80-85 °C. Среднегодовое количество атмосферных осадков составляет 340 мм, из которых большая часть выпадает в тёплый период.

## История
До 1917 года входила в состав Плетневской волости Тюменского уезда Тобольской губернии. По данным на 1926 год деревня состояла из 46 хозяйств. В административном отношении входила в состав Соколовского сельсовета Юргинского района Тюменского округа Уральской области.

## Население
| 1989 | 2002 | 2010 |
| ---- | ---- | ---- |
| 6    | ↘1   | ↘0   |

По данным переписи 1926 года в деревне проживало 240 человек (106 мужчин и 134 женщины), в том числе: русские составляли 100 % населения.